# Grosswangen
Grosswangen är en ort och kommun i distriktet Sursee i kantonen Luzern, Schweiz. Kommunen har 3 450 invånare (2023).